# عمرو بن یعقوب
ابوالحفص، عمرو بن یعقوب بن محمد بن عمرو بن لیث یکی از امیران صفاری سیستان بود که توانست برای مدت اندکی امارت سیستان را بدست بگیرد. وی برادر زاده طاهر بن محمد بن عمرو بن لیث، از امیران صفاری، بود. 
در سال ۲۹۸ قمری، سامانیان توانستند بر سیستان مسلط شوند و منصور بن اسحق، امیر سیستان شد که با گذشت زمان، ظلم و ستم وی منجر به خشم و نفرت مردم سیستان در نتیجه باعث بروز قیام علیه وی شد. رهبری این قیام را شخصی به نام محمد بن هرمز، که در گذشته خارجی مذهب بوده و در سپاه سامانی خدمت می‌کرد، برعهده داشت؛ ولی برای رسیدن به یک قیام موفق به شخصی از خاندان صفاری نیاز بود که حداقل به عنوان رئیس و رهبر پوشالی وجود داشته باشد تا قیام از مقبولیت و مشروعیت لازم برخوردار باشد. این شخص عمرو بن یعقوب ده ساله بود که ظاهراً تنها فرد بازمانده خاندان صفاری بود که نسبش به یعقوب لیث می‌رسید. بنابراین در ظاهر، وی به عنوان رهبر قیام مطرح شد. بعد از آن که محمد بن هرمز توانست سپاه سامانی را در زرنج شکست دهد و منصور بن اسحق را اسیر کند، بعد از بیرون راندن سامانیان از سیستان، محمد بن هرمز به جای اینکه به نام عمرو خطبه بخواند، به نام خود خطبه خواند و سکه ضرب کرد. پس مشخص می‌شد هدف وی برای استفاده ار عمرو، مطرح کردن خود بوده است؛ اما وی نتوانست مدت زیادی بر مسند امارت سیستان تیکه دهد. در سال ۳۰۰ هجری، طرفداران صفاریان و مردمان سیستان علیه او شورش کردند و او را از امارت خلع کرده و به جای او، عمرو بن یعقوب را امیر سیستان کردند.ولی حکومت وی کوتاه بود. یک سال بعد، در سال ۳۰۱ هجری، سامانیان لشکری را برای فتح سیستان به رهبری حسین بن علی مروزی راهی آن دیار کردند و وی توانست در همان سال تسلط سامانیان بر سیستان را دوباره مستقر کند.
بعد از فتح سیستان و پایان امارات عمرو بن یعقوب، وی به سمرقند تبعید شد. بعد از مدتی، عمرو سمرقند را ترک کرد و عازم بغداد شد و در آنجا در نزد خلیفه عباسی پناهنده شد و سپس با استقرار مجدد صفاریان بر سیستان توسط ابوجعفر احمد بن محمد، دوباره به سیستان دعوت شد و تمامی مناصب و افتخارات وی به او بازگرداننده شد.